# 大花棘豆
大花棘豆（学名：Oxytropis grandiflora）为豆科棘豆属下的一个种。种名grandiflora意为“大花的”。